# Systole (Mathematik)

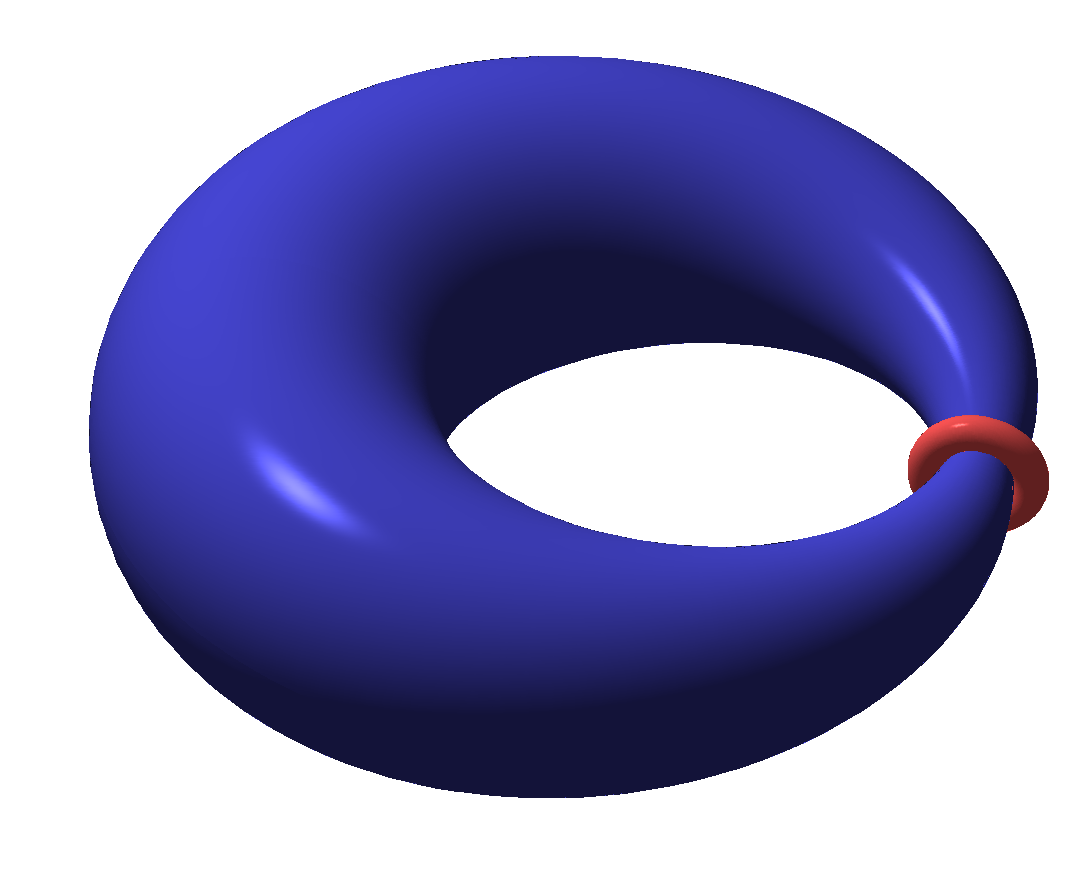
Kürzeste nicht-zusammenziehbare Kurve auf einem Torus.

In der Mathematik ist die Systole eine Invariante metrischer Räume.

## Definition
Sei {\displaystyle X} ein kompakter metrischer Raum. Dann ist die Systole {\displaystyle \operatorname {sys} (X)} von {\displaystyle X} definiert als die Länge einer kürzesten nicht-zusammenziehbaren geschlossenen Kurve in {\displaystyle X}.
Hierbei ist eine geschlossene Kurve eine stetige Abbildung {\displaystyle \gamma \colon \left[0,1\right]\rightarrow X} mit {\displaystyle \gamma (0)=\gamma (1)}. Sie heißt zusammenziehbar, wenn es einen Punkt {\displaystyle x\in X} und eine Homotopie {\displaystyle H\colon \left[0,1\right]\times \left[0,1\right]\rightarrow X} gibt mit {\displaystyle H(t,0)=\gamma (t)} und {\displaystyle H(t,1)=x} für alle {\displaystyle t\in \left[0,1\right]}. Sonst heißt sie nicht-zusammenziehbar. In einem kompakten metrischen Raum ist eine kürzeste nicht-zusammenziehbare Kurve immer eine geschlossene Geodäte. Ist {\displaystyle X} einfach zusammenhängend, so ist jede geschlossene Kurve zusammenziehbar. In diesem Fall ist für jede Metrik {\displaystyle \operatorname {sys} (X)=\infty }.

## Pu's Ungleichung
Für jede Riemannsche Metrik {\displaystyle g} auf der projektiven Ebene {\displaystyle \mathbb {R} P^{2}} gilt
{\displaystyle sys(\mathbb {R} P^{2},g)\leq {\frac {\pi }{2}}\operatorname {area} (g)},
wobei {\displaystyle \operatorname {area} (\mathbb {R} P^{2},g)} den Flächeninhalt und {\displaystyle \operatorname {sys} (\mathbb {R} P^{2},g)} die Systole der Metrik bezeichnet.

## Loewners Ungleichung
Für jede Riemannsche Metrik {\displaystyle g} auf dem 2-dimensionalen Torus {\displaystyle T^{2}} gilt die Ungleichung
{\displaystyle \operatorname {sys} (T^{2},g)\leq {\sqrt {{\frac {2}{\sqrt {3}}}\operatorname {area} (T^{2},g)}}},
wobei {\displaystyle \operatorname {area} (T^{2},g)} den Flächeninhalt und {\displaystyle \operatorname {sys} (T^{2},g)} die Systole der Metrik bezeichnet.

## Gromows Ungleichung
Es gibt eine nur von {\displaystyle n} abhängende universelle Konstante {\displaystyle C_{n}}, so dass für jede asphärische {\displaystyle n}-dimensionale Riemannsche Mannigfaltigkeit {\displaystyle (M,g)} die Ungleichung
{\displaystyle \operatorname {sys} (M,g)\leq (C_{n}\operatorname {Vol} (M,g))^{\frac {1}{n}}}
gilt.
Insbesondere hat man für Flächen die Ungleichung
{\displaystyle \operatorname {sys} (S,g)\leq {\frac {\pi }{2}}\operatorname {area} (S,g)}
mit Gleichheit nur für Flächen konstanter Krümmung. Für den Torus verbessert dieses Resultat Löwners Ungleichung.
Gromows Ungleichung gilt allgemeiner für wesentliche Mannigfaltigkeiten, d. h. falls die klassifizierende Abbildung {\displaystyle M\rightarrow B\pi _{1}M} einen nichttrivialen Homomorphismus {\displaystyle H_{n}(M,\mathbb {Z} /2Z)\rightarrow H_{n}(B\pi _{1}M,\mathbb {Z} /2\mathbb {Z} )} induziert.